# Stanisław Droba
Stanisław Droba (ur. 1870, zm. 12 kwietnia 1914 w Krakowie) – polski lekarz, bakteriolog.

## Życiorys
Ukończył gimnazjum w Jaśle. Studiował medycynę na Uniwersytecie Jagiellońskim. W roku akademickim 1893/1894 roku był prezesem Towarzystwa Wzajemnej Pomocy Uczniów Uniwersytetu Jagiellońskiego. Po ukończeniu w 1896 roku studiów pracował w szpitalu św. Łazarza, potem jako asystent w klinice chirurgicznej i asystent prof. Juliana Nowaka w zakładzie biologicznym. Następnie studiował w Instytucie Pasteura w Paryżu. W 1905 roku po otrzymaniu docentury na wydziale lekarskim UJ otrzymał nominację na prymariusza szpitala św Łazarza i kierownika pawilonu izolacyjnego.
Zmarł 12 kwietnia 1914 roku po zakażeniu nosacizną. Pochowany na cmentarzu Rakowickim w Krakowie. 